# فوجیوارا نو تامه‌میتسو
فوجیوارا نو تامه‌میتسو (به ژاپنی: 藤原 為光 Fujiwara no Tamemitsu)؛ ۹۴۲ – ۹۹۲) سیاستمدار، اودایجین و دایجو-دایجین اهل ژاپن بود. او پدر فوجیوارا نو یوشیکو بود.